# Доссов, Фридрих Вильгельм фон
Фридрих Вильгельм фон Доссов (17 декабря 1669, Солдин (ныне Мыслибуж Польша) — 28 марта 1758, Гут-Бусков близ Нойруппин (ныне Бранденбург, Германия)) — прусский военный деятель, генерал-фельдмаршал (15 января 1745), губернатор Везеля.

## Биография
Представитель старого померанского дворянского рода. После окончания Рыцарской академии в Кольберге, вступил в армию Прусского герцогства. Служил в Курляндском полку принца Александра фон Кеттлера.
После того, как король Пруссии Фридрих I, будучи союзником императора Леопольда I, передал полк под его командование, Доссов принял участие в войне за испанское наследство.
Позже Доссов участвовал в Великой Турецкой войне на стороне Венгрии против турок-османов и против Франции в Рейнской области.
Когда в ходе Северной войны в 1715 году король Пруссии Фридрих Вильгельм I, оскорблённый насильственными действиями короля Швеции Карла XII против прусского войска, занимавшего Померанию в виде секвестрированной области, Доссоу был в чине майора . Позже в том же году, он был назначен генерал-адъютантом князя Леопольда I Ангальт-Дессау, командующего прусско-саксонскими войсками в войне против Карла XII Шведского. Участник овладения Рюгеном и осады Штральзунда.
Позже, ему было поручено создание и обучение новых полков для пополнения прусской армии, так в 1743 г. им был сформирован фузилерский полк, которым он позже командовал. Доссов быстро продвигался по служебной лестнице: Оберст в 1728 году, генерал-майор в 1733 году, исполняющий обязанности губернатора г. Везеля в Клевском герцогстве в 1739 году. Сразу после посещения Везеля и герцогства король Фридрих II присвоил Доссову чин генерал-лейтенанта и наградил Орденом «Pour le Mérite».
Во время Первой и Второй Силезских войн, он оставался в Везеле и защищал город от противника.
В 1742 году Доссов официально стал губернатором Везеля и был награждён орденом Чёрного орла.
После битвы при Гогенфридберге, в 1745 г. Доссову присвоен чин генерал-фельдмаршала.
В знак особого признания его службы в 1751 году Фридрих Великий наградил Доссова своим портретом с бриллиантами на синей ленте.
В Семилетняй войне из-за преклонного возраста генерал-фельдмаршал фон Доссов не участвовал.